# Jens Rosing
Jens Christian Rosing, född 28 juli 1925 död 24 maj 2008, var en grönländsk författare och bildkonstnär. Han ritade bland annat Grönlands statsvapen (1985) med en stående isbjörn, som nu används Grönlands hjemmestyre.
Han föddes i Ilulissat (Jakobshavn) som son till den grönländske författaren, prästen og målaren Otto Rosing. Han tog initiativ till att införa renar på Grönland på 1950-talet och deltog i en rad grönlandsexpeditioner i början av 1960-talet. Senare blev han ledare för Landsmuseet i huvudstaden Nuuk, och han var med på Knud Rasmussens minnesexpedition i slutet av 1970-talet. Vid sin död bodde han i Humlebæk i Danmark.
Jens Rosing har skrivit en rad böcker om grönländsk kultur. Som konstnär har han målat, gjort skulpturer och illustrationer. 
Hans illustrationer har under 50 år (1957-2007) använts till omkring 150 frimärken vilket innebär en tredjedel av alla frimärken som getts ut på Grönland. 
Han mottog 1979 Dansk Forfatterforenings litterära pris, Grönlands hjemmestyres kulturpris 1985, og 1989 fick han Statens Konstfonds livslånga ersättning.